# Lake Benanee
Lake Benanee är en sjö i Australien. Den ligger i delstaten New South Wales, i den sydöstra delen av landet, omkring 770 kilometer väster om delstatshuvudstaden Sydney. Arean är 7,4 kvadratkilometer. Den sträcker sig 3,9 kilometer i nord-sydlig riktning, och 2,5 kilometer i öst-västlig riktning.
Omgivningarna runt Lake Benanee är i huvudsak ett öppet busklandskap. Trakten runt Lake Benanee är nära nog obefolkad, med mindre än två invånare per kvadratkilometer. Genomsnittlig årsnederbörd är 322 millimeter. Den regnigaste månaden är februari, med i genomsnitt 58 mm nederbörd, och den torraste är november, med 9 mm nederbörd.